# Leisure Suit Larry 8: Lust in Space
Leisure Suit Larry 8: Lust in Space (рус. «Ларри в выходном костюме: Похоть в космосе») — отменённая компьютерная игра в жанре приключенческих игр с элементами эротики, запланированная как восьмая часть серии Leisure Suit Larry.
Игра была анонсирована в финале Leisure Suit Larry: Love for Sail! под названием Leisure Suit Larry 8: Explores Uranus в 1996 году. Работа над игрой велась в 1998 году, однако издатель Sierra On-Line отменил финансирование проекта. В феврале 1999 года подразделение компании, занимавшееся приключенческими играми было расформировано, а создатель серии геймдизайнер Эл Лоу — уволен. Из материалов игры сохранились только ранние рендеры: восьмая серия похождения Ларри Лафера должна была стать полностью трёхмерной.

## Сюжет
В 2010 году Лоу опубликовал на личном веб-сайте набросок сценария отменённой игры.
По сюжету, похищенный летающей тарелкой в концовке 7-й части протагонист серии Ларри Лафер оказывается в руках инопланетной расы амазонок, много лет назад открывшей технологию бессмертия и отказавшейся от деторождения с целью избежать перенаселения планеты, и впоследствии истребившей своих мужчин за ненадобностью. Когда амазонкам потребовалась армия для захвата Земли, их выбор падает на победителя проходившего на борту лайнера P.M.S. Bouncy конкурса Thygh’s Man Trophy — главного героя игры.
Узнав с помощью помещённого в задний проход Лафера зонда его увлечения и фантазии, они заставляют его поверить, что он находится в казино с дискотекой и спа-салоном, окружённый диско-музыкой 70-х годов и сексапильными красотками. Однако Ларри удаётся освободиться от контроля разума и разгадать планы пришельцев, после чего ему предстоит остановить захватчиков и спасти планету.

## Ремейк
В 2011 году основанная выходцами из Sierra On-line компания Replay Games, возглавляемая бывшим коллегой Лоу Полом Троу, привлекла последнего к работе над HD-ремейком Leisure Suit Larry in the Land of the Lounge Lizards. Игра получила название Leisure Suit Larry: Reloaded и вышла в 2013 году. После выхода игры Лоу отмечал, что планирует работать над ремейками последующих частей серии, но не отказывается от планов выпуска Leisure Suit Larry 8.